# Fagotto tenore
Il fagotto tenore o fagottino è uno strumento musicale intonato un'ottava sopra rispetto al fagotto.

## Storia
Lo strumento nasce durante il Rinascimento, un'epoca nella quale era prassi costruire strumenti in diverse taglie. La dulciana esisteva in sei taglie; basso e baritono continueranno ad essere utilizzati e migliorati fino a divenire fagotto e controfagotto mentre la taglia tenore non godrà di altrettanta fortuna e cadrà nel dimenticatoio fino al 1989 quando verrà rilanciato in chiave moderna. Ai giorni nostri lo strumento è suonato da pochi estimatori.

## Descrizione
Lo strumento è un aerofono ad ancia doppia come i suoi fratelli più comuni o l'oboe. Il corpo è in legno e le chiavi in metallo.